# توماس بربور
توماس بربور (بالإنجليزية: Thomas Barbour)‏ هو عالم زواحف أمريكي ولدى يوم 19 أغسطس 1884 في مارثا فينيارد بولاية ماساتشوستس و توفي يوم 8 يناير 1946 بوسطن، ماساتشوستس . من 1927 حتى 1946، كان مديرا لمتحف علم الحيوان المقارن الذي تأسس في عام 1859 من قبل لويس أغسيز في جامعة هارفارد في كامبريدج، ماساشوستس.